# Adamowice (Petite-Pologne)
Pour les articles homonymes, voir Adamowice.
Adamowice (prononciation : [adamɔˈvit͡sɛ]) est une localité polonaise de la gmina de Gołcza, située dans le powiat de Miechów en voïvodie de Petite-Pologne.